# Berberidopsis corallina

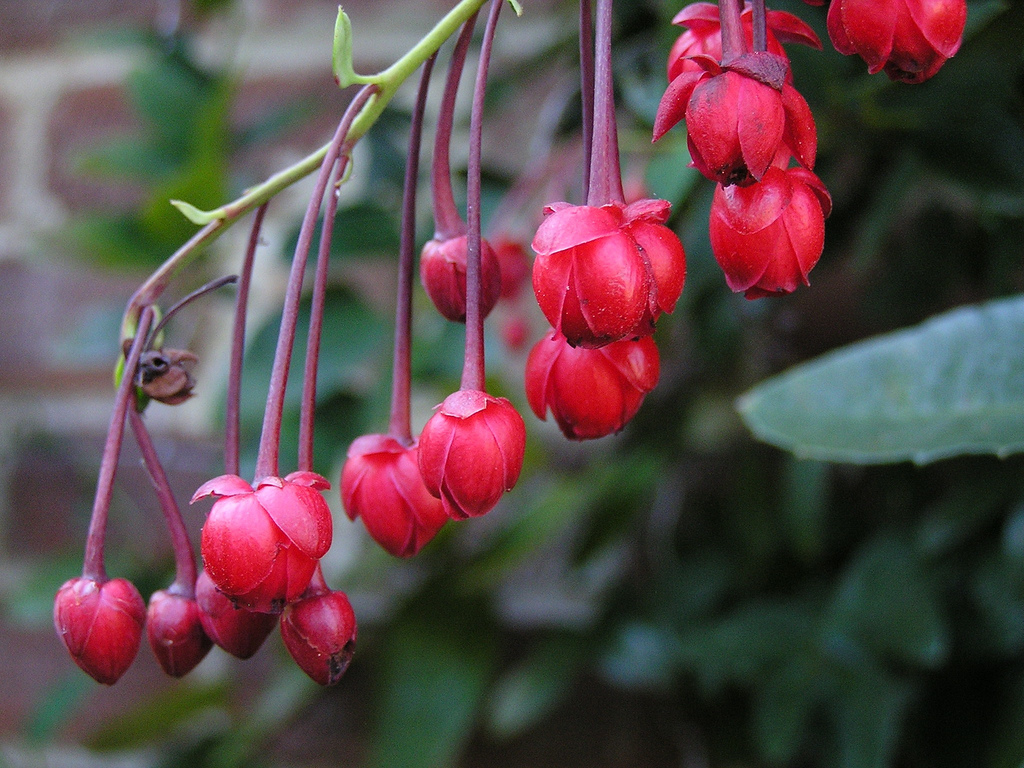
Květy

Berberidopsis corallina je popínavá, stálezelená rostlina, která v letním období nakvétá hrozny drobných, červených květů, jež jsou po opylení vystřídány červenými plody. Tento jediný jihoamerický druh rodu Berberidopsis je endemickou dřevinou Chile, rostoucí mezi pohořím Cordillera de la Costa a pobřežím Tichého oceánu. Vyskytuje se v řídkém a nesouvislém pásu, přibližně ve střední části Chile, od provincie Cauquenes (region Maule) (35° 50' j. š.) po provincií Llanquihue (region Los Lagos) (41° 10' j. š.), a to od úrovně moře po nadmořskou výšku 700 m n. m.

## Ekologie
Většina stanovišť je v blízkosti vodních toků nebo na neodvodněné půdě, i když menší část je v lesích na suchých svazích. Půda může být lehká písčitá, střední hlinitá i těžká jílovitá, neutrální až mírně kyselá, nikoliv zásaditá. V lese se rostlina často vyskytuje v silném zastínění, kde okolní vegetační kryt snižuje intenzitu osvětlení až o 80 %.
Tato ovíjivá liána roste ve vlhkých oblastech s téměř každodenními dešti, případné období sucha je tam krátké, netrvá déle než měsíc. Rostlina krátkodobě přežije pokles teploty až k -10 °C, při větších mrazech jí opadají listy a případně i namrznou mladé větve, spolehlivě však nanovo obrazí z kořenů. Kvete ve své domovině, na jižní polokouli, od prosince do dubna.

## Popis
Stálezelená rostlina, keřovitá liána s dřevnatějícími, ovíjecími větvemi dlouhými až 5 m. Pokud nemá oporu, které se může přidržovat, vytváří keř s poléhavými větvemi. Větve jsou střídavě porostlé jednoduchými, celistvými listy 4 až 12 cm dlouhými a 3 až 5 cm širokými. Jejich podlouhle eliptické čepele s krátkým řapíkem jsou mírně kožovité, po obvodě ostře pilovité, na bázi do řapíku zúžené, na vrcholu tupě hrotité, po lícní straně sytě zelené a po rubové modrozelené; palisty nemají.
Květy červené barvy o velikosti asi 1 cm vyrůstají na koncích větví a vytvářejí mnohočetná hroznovitá květenství. Jsou na 4 cm dlouhých, svěšených, fialových stopkách s jedním neb dvěma drobnými listeny. Pravidelné, oboupohlavné květy kulovitého tvaru mají nerozlišené okvětí tvořeno devíti až patnácti vejčitými, vypuklými lístky zbarvenými tmavě červeně. Okvětní lístky vyrůstají ve více řadách, vnější jsou tlustší a kratší než vnitřní. Ve visících, kulovitých květech je osm krátkých, volných tyčinek s prašníky a jednodílný, svrchní semeník srostlý ze tří plodolistů a mající hlavičkovitou bliznu. Opylovány jsou létajícím hmyzem.
Plody jsou kulovité, mnohosemenné, dužnaté bobule asi 1 cm velké, které jsou ve zralosti tmavě červené až červenavě fialové. Dozrávají od ledna do března a každá obsahuje dvanáct až čtyřiadvacet semen.

## Rozmnožování
Rostlina se rozšiřuje převážně semeny, která roznášejí ptáci a drobní hlodavci živící se spadlými plody. Plodných semen však nebývá mnoho a v přírodě se vyskytuje jen málo samovolně vyrostlých semenáčů. Při umělém rozmnožování je nutno semena co nejdříve po sklizni namočit na 24 hodin do vody, vysadit a udržovat vlhkost a teplotu okolo 20 °C. Klíčení trvá různě dlouho, 20 až 75 dnů. Dřevinu lze také rozmnožovat z polovyzrálých řízků píchaných do vlhkého substrátu při teplotě 20 °C, zakoření obvykle za 3 až 6 týdnů.

## Ohrožení
Veškerá populace Berberidopsis corallina se skládá jen ze dvou od sebe vzdálených populací rozdělených do několika menších subpopulací, žádná z nich není tvořená více než 250 jedinci a některé jich mají méně něž 10, celkový počet rostlin se odhaduje na 2500 kusů. Studiem genetiky bylo zjištěno, že existuje nejen rozdíl mezi severní a jižní populaci, ale je i vysoká genetická diferenciace mezi některými subpopulacemi. Subpopulací je celkem 22 a jen jedna se nachází na státem chráněném místě. Rostliny rostoucí po okrajích lesa nebo v řidších porostech jsou často ničeny pasoucím se dobytkem, uvnitř lesů pak těžbou dřeva.
V chilské "Červené knize ohrožených rostlin" je Berberidopsis corallina považován za ohrožený druh, v IUCN není hodnocen.

## Využití
Z vláken mladých větví jsou v Chile zhotovována síta pro prosívání obilovin při odstraňování nečistot při sklizni, široké koše pro zimní uskladňování obilí, kulaté tácy se spirálovým designem nahrazující talíře nebo se z větviček vyrábějí košťata.
V teplých středoevropských oblastech se občas pěstuje jako okrasná popínavá rostlina. Aby vynikl, musí mít k dispozici vysokou konstrukci nebo stěnu pro opření. Nejlépe poroste a pokvete na místě, které je v poledne zastíněno, například stromem. Vysazuje se na místa chráněná před severními větry ve sponu 40 × 60 cm do hlinitopísčité, výživné půdy a přes léto se zalévá. Prvým rokem po výsadbě se na jaře, pro podporu rozvětvení, rostliny hluboce zkrátí a během sezóny se nové větve roztahují a vyvazují. Dokud větve nezdřevnatí snímají se před zimou s opory a kryjí chvojím a listím. Později se chrání před zimou mulčem jen kořeny a větve rohožemi.